# Доживљаји мачка Тоше
„Доживљаји мачка Тоше“ је књига за дјецу српског писца Бранка Ћопића, објављена 1954. године.

## Радња
Мачак Тоша и воденичар Триша живе сложно и у миру, све док једног дана воденичару не нестане парче сланине. Мачак је појео то парче сланине не слутећи да ће га то довести у велику невољу. Напушта воденичара Тришу и уз помоћ пријатеља миша Пророка и пса Шарова, мачак покушава да избјегне невоље које га сналазе у тој авантури.
"Ови доживљаји славног мачка Тоше и његових пријатеља Миша пророка и пса Шарова написани су уз помоћ Тошина дневника, који је пронађен иза псеће кућице чувеног буволовца Жуће, под самом крошњом једне трешње."